# 中南海

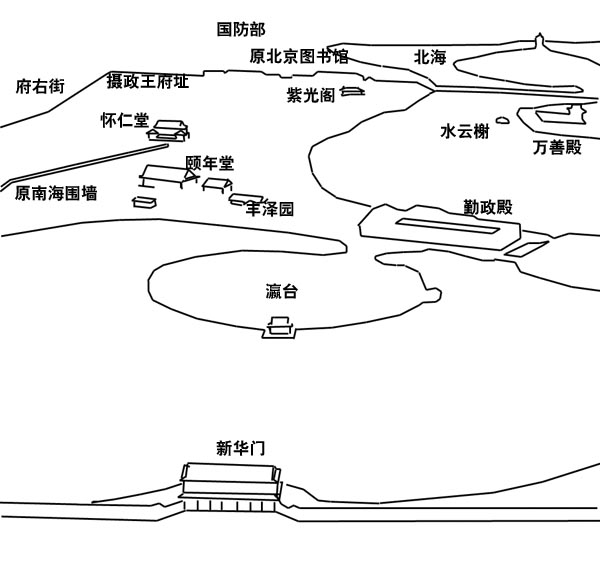
中南海示意圖

现在的中南海建筑分布图

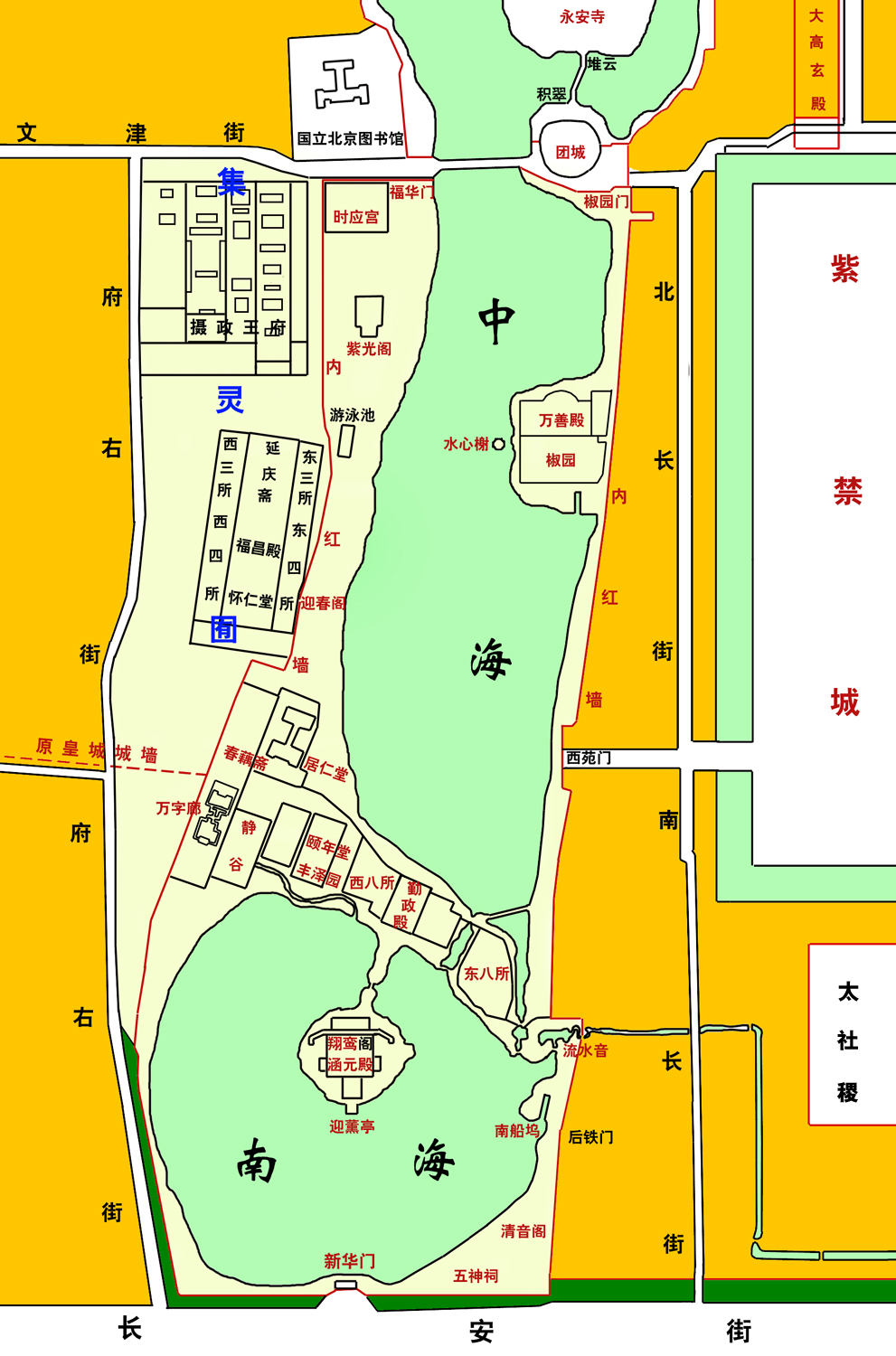
中南海平面图

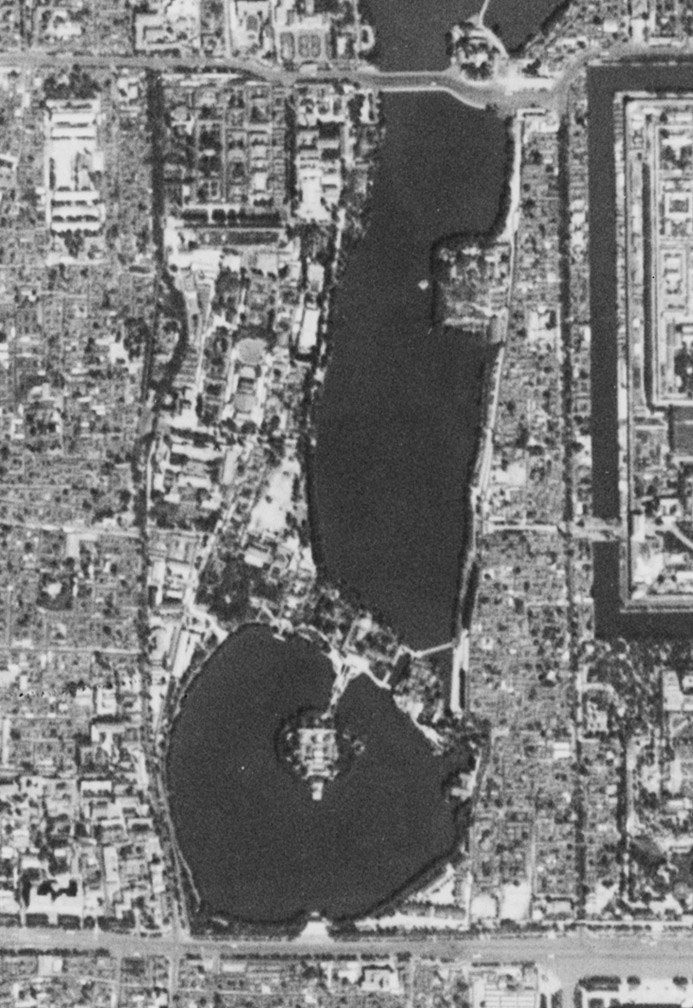
中南海的卫星照片（1967年）

中南海位于中国北京市西城区西长安街街道，泛指北京皇城中鄰近中海及南海的區域，毗连紫禁城，其佔地100公顷，其中水面约50公顷，是中华人民共和国国务院、中共中央书记处和中共中央办公厅等重要机关辦公所在地。中华人民共和国成立後，歷代党和国家领导人皆居住於此，因此中南海这一地点也常用来指代中国共产党和中华人民共和国政府的最高權力。

## 历史
狭义的中南海仅指北京故宫西侧的两个连通的湖「中海」和「南海」。历史上北海、中海及南海统称太液池，是明清皇城內御苑「西苑」或稱「西內」的核心部分。

### 早期形成
金朝时期，在今日中南海的北半部有太液池和大宁宫，太液秋波为形成于金朝的燕京八景之一。元朝修筑大都时，将太液池包入皇城之中，在其周围布置了三组宫殿，即大内、隆福宫和兴圣宫。元朝的太液池范围相当于今日的北海和中海。

### 明代

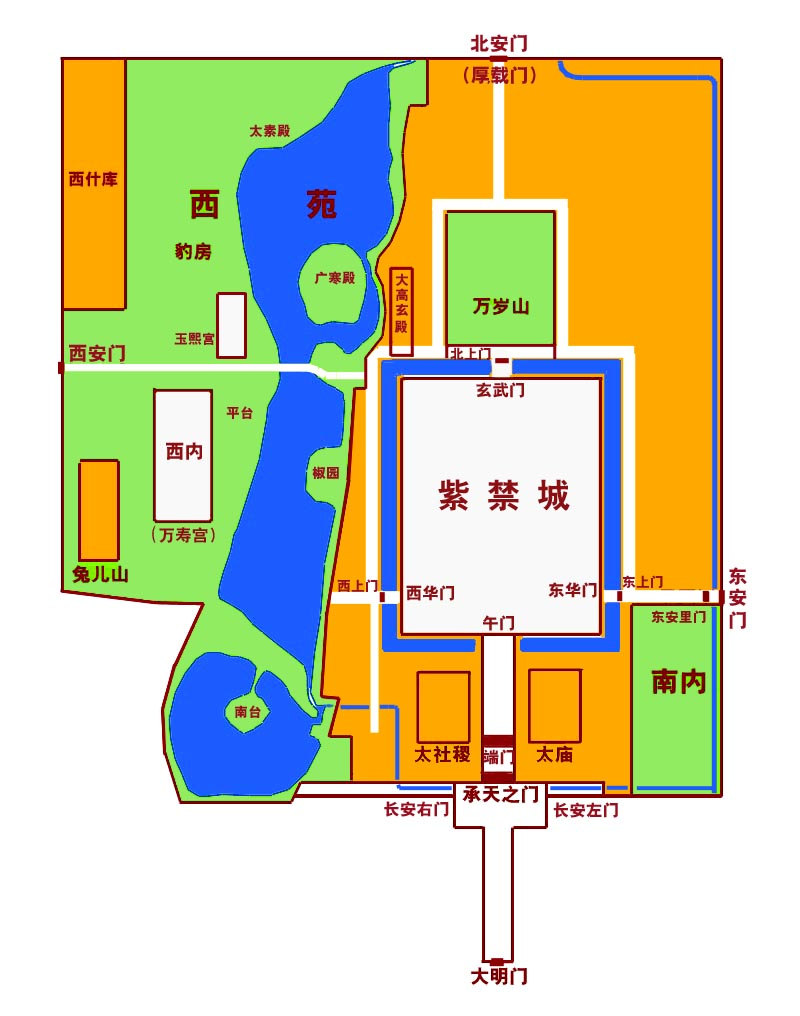
明代西苑位於皇城西邊，即是今日中南海與北海公園的位置所在

中南北三海的建筑群最终定型始于明代。明朝成祖定都北京后，从1406年起营建新的皇宫，明朝宫城在元朝宫殿的位置基础上向南移动，因此皇城城墙也随之南移，为丰富皇城园林景观，开挖了南海，挖出的土方和开凿筒子河的土方堆成万岁山（即景山）。北海、中海、南海统称“太液池”，属于皇城西苑。正德帝長住的豹房與嘉靖帝長住的玉熙宮位於西苑苑內。北海与中海以金鳌玉蝀桥为界，中海与南海以蜈蚣桥为界。

### 清代
清廷入关、定都北京后，撤消皇城内诸内廷供奉衙署，将西苑大片土地改为民居，同时在北海、中海、南海三海周围设置“内红墙”，御苑范围退缩至内红墙之内。相对政治象征紫禁城，清帝更喜园居，顺治、康熙、乾隆诸帝均在中南海内兴建殿宇馆轩，作为避暑听政之所。同治、光绪年间，慈禧太后及皇帝按礼制在十二月从颐和园移居紫禁城时，也多在中南海内居住，仅行礼时前往紫禁城。戊戌变法失败后，慈禧太后曾将光绪帝囚禁于南海中的瀛台。
1900年义和团运动时期，中南海成为俄军驻地，苑内文物陈设被掠一空，八国联军总司令瓦德西占领北京后，居住于中南海仪鸾殿。溥仪即位后，曾在中海西岸集灵囿修建监国摄政王府。

### 中華民国
1912年清朝宣統帝退位后，根据《清室優待條件》，皇室虽得以保留紫禁城和颐和园，但北、中、南三海即刻归民国所有。中南海随即被中华民国大总统袁世凯佔用，成为北洋政府的大總统府。袁世凯称帝时期，中南海曾改名新华宫，同时宝月楼拆外墙、更名为新华门。从此，新华门取代西苑门成為中南海的正门。
此后中南海又先后被用做北洋政府的大总统和总理办公地、以及张作霖的大元帅府。
中华民国国民政府接管北平後，中南海作为公园对外开放。
中国抗日战争结束後，國民政府軍事委員會北平行营设在中南海，华北剿匪总司令傅作义搬進中南海办公。1949年，解放军正式进驻北平，中共中央進駐中南海。

### 中华人民共和国

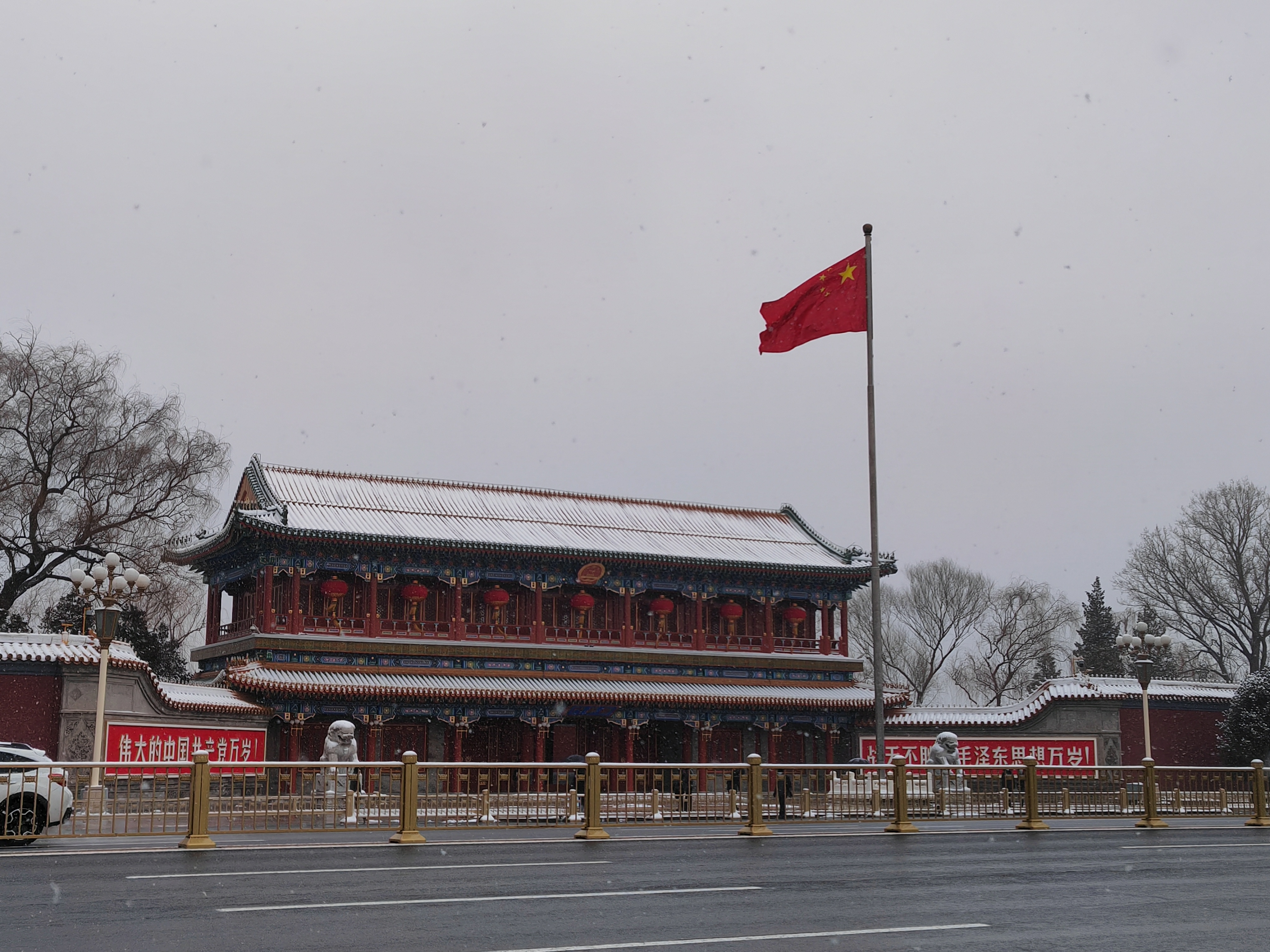
雪中的新华门

1949年中华人民共和国成立以后，中南海成为中国共产党中央委员会机构和中华人民共和国政府驻地。
文化大革命时期的1967年1月，红卫兵曾包围并试图暂时控制中南海。7月，数十万红卫兵包围了中南海，试图抓出国家主席刘少奇。
六四事件期间，有数千名学生在中南海新华门门口进行示威，要求以邓小平为首的党和国家领导人与学生之间展开对话。
1999年4月，一万多名法轮功教徒到中南海附近的国家信访局进行上访，当时的国务院总理朱镕基以及其他党政机关高级官员与上访者代表达成协议，随后上访者解散。其后中共中央总书记江泽民决定取缔法轮功。
中南海也是毛泽东、周恩来、刘少奇、邓小平、陳雲、陈伯达、胡喬木、陆定一、江青、朱德、彭德怀、陈毅、李先念、楊尚昆、胡耀邦、习仲勋、江澤民、胡錦濤、習近平等黨和國家領導人的居所。

## 建筑特色

### 中海

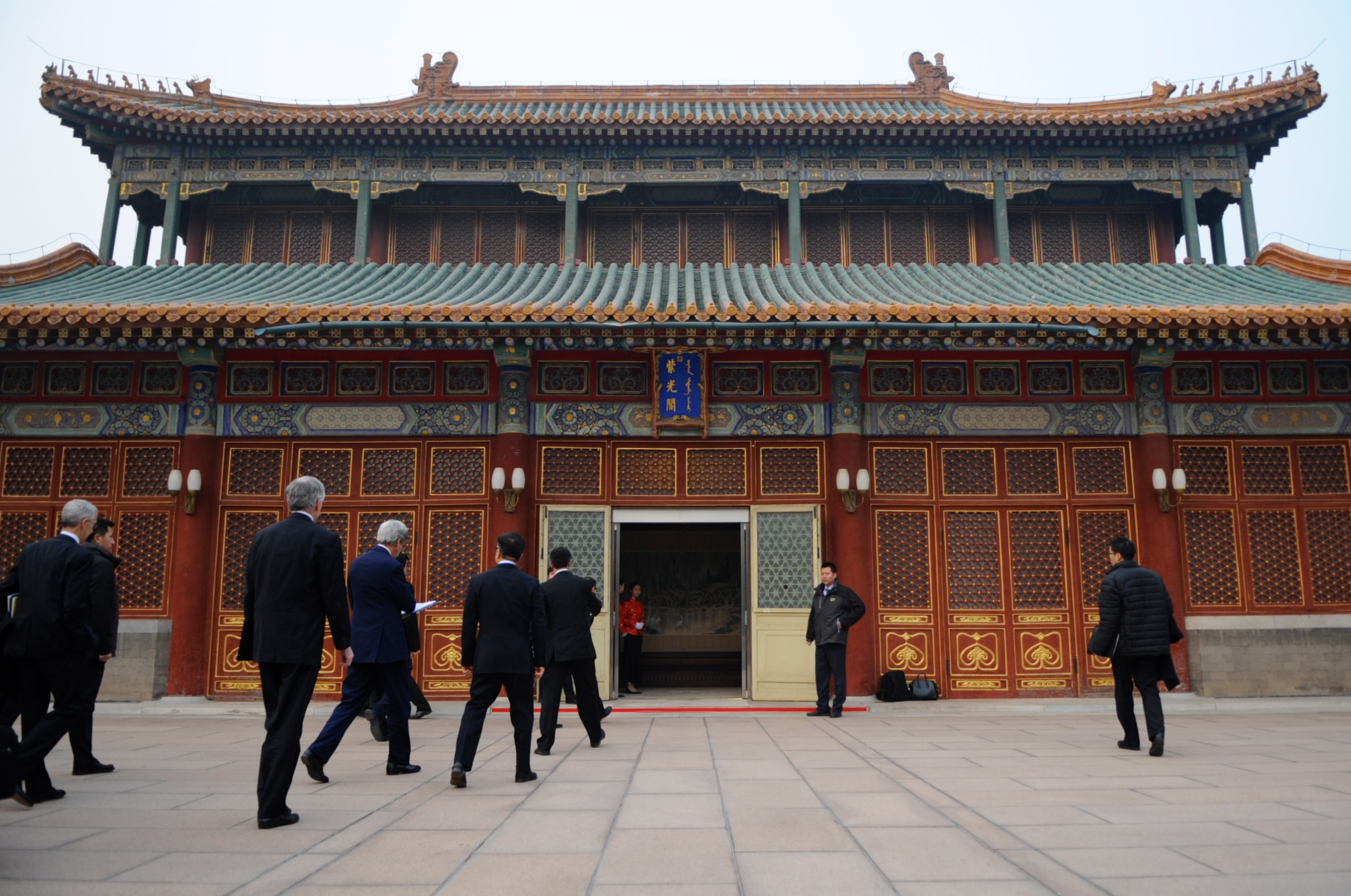
2014年2月14日，美国国务卿约翰·克里抵达中南海紫光阁准备与中華人民共和國总理李克强会面

- 紫光阁：位于中海西岸北部，阁高两层，面阔七间，单檐庑殿顶，黄剪边绿琉璃瓦，前有五间卷棚歇山顶抱厦。明武宗时为平台，台上有黄瓦顶小殿。明世宗时废台，修建紫光阁，清康熙时重修，成为皇帝检阅侍卫比武的地方。乾隆二十五年（1760年）和四十年（1775年）两次增建，悬挂功臣图像及各次战役挂图，并陈列缴获的武器。1949年后改建为国事活动场所。阁后有武成殿。面阔五间，单檐卷棚歇山顶。
- 万善殿：位于中海东岸，明代为椒园。原名崇智殿，清顺治时改为现名，殿内供奉三世佛像。万善殿后有千圣殿，上为圆顶，殿内供奉七层千佛塔。
- 水云榭：位于中海东岸水中，为一敞轩，燕京八景中的“太液秋风”即指此处。
- 监国摄政王府：位于中南海西北角，北西两面临墙。原位于西苑墙外，光绪十一年扩建西苑时将此地圈入中南海，并将位于原址的蚕池口天主教堂迁往西什库。慈禧太后拟在此修建新园林“集灵囿”，但一直未开工。1909年将此地拨给摄政王载沣，修建摄政王府。摄政王府规制同旧醇王府（北府）相似，包括中路、东路、西一路、西二路、西花园，工程耗银206万两。1911年清朝覆灭时王府仍未竣工，后改为中华民国国务院办公地，1918年后先后成为徐世昌的总统府、陆军部和海军部、北平市政府。1949年后，改为中华人民共和国国务院办公区。1970年代末，大规模翻修中南海建筑时曾计划将摄政王府落架大修，但发现建筑品质非常低劣，地基松散，木柱间裂缝用碎砖填充，已无法保留，只得拆除。现存正门和正殿，为会议室。周恩来曾居住于西花园内的西花厅，也加以保存。
- 國務院小禮堂：位於紫光閣的西邊，故又稱為西樓大廳。1949年後，大廳內的一個房間被改建為電影院，每週舉行幾次放映。該建築還包括一個供國務院工作人員使用的小食堂。1979年，電影院被取消，取而代之的是國務院小禮堂。周恩來總理為响应財政緊縮政策，拒絕進行翻新工作。該建築現在是國務院會議的主要場所。國務院全體會議和國務院常務委員會每週會議均在第一會議室舉行。國務院包括其主要會議室，共有六間會議室，用於各種用途。國務院的北區作為國務院辦公廳使用。

### 南海

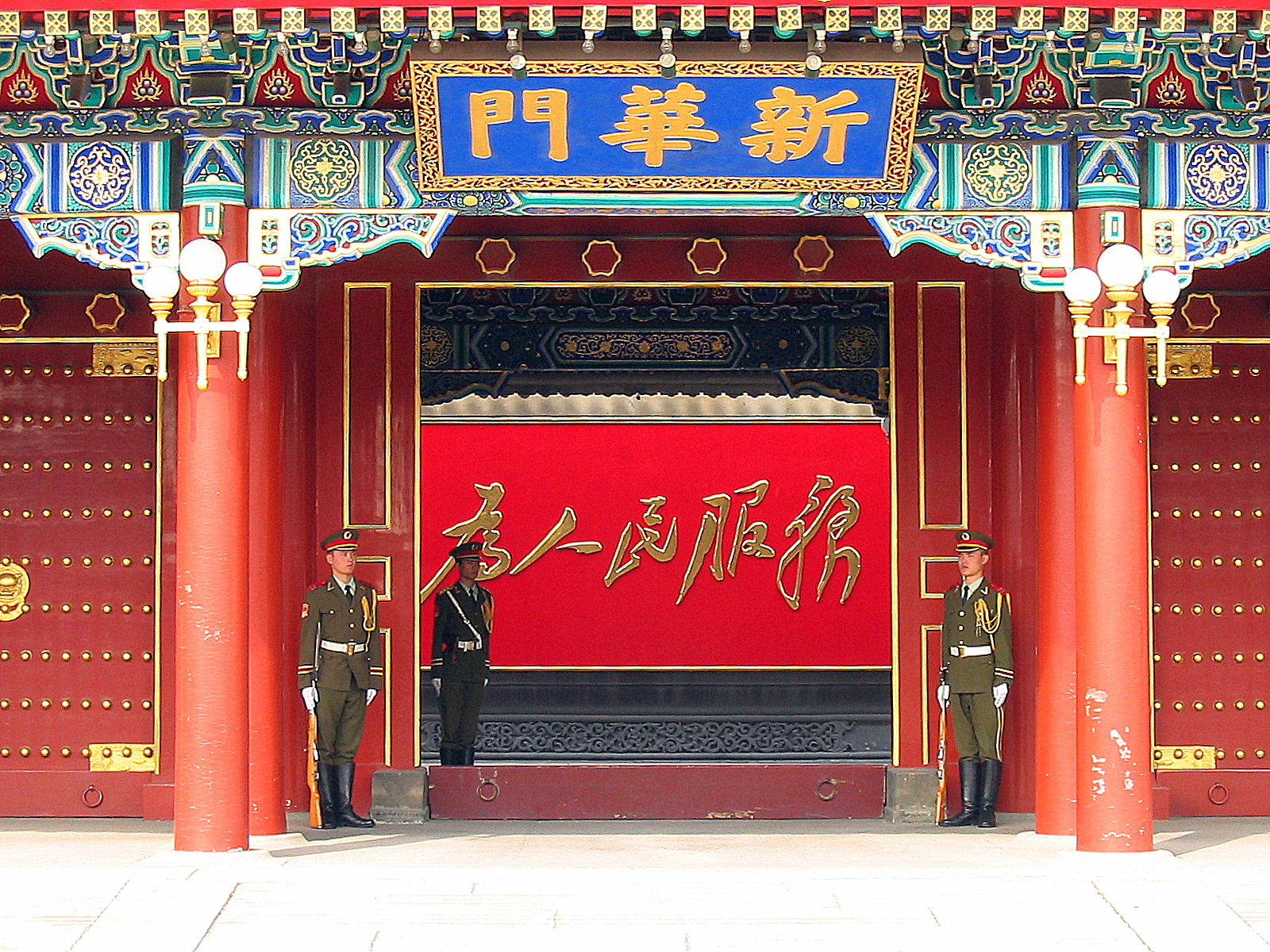
新华门匾额及门内影壁上“为人民服务”五个字

- 新华门：中南海正门，位於西长安街上，为两层楼房，面阔七间，下层中央三间为门洞。卷棚歇山顶，绿剪边黄琉璃瓦。新华门原为乾隆时期建造的宝月楼，辛亥革命后，袁世凯改楼为门，并以“新中华”之意取名为“新华门”。同时在门内修建影壁，拆除门外清真寺，在长安街对面修筑花墙挡住破烂民居，并将义和团运动时被焚毁的端王府一对石狮移于门前。现在的新華門兩旁八字影壁墙上有“伟大的中国共产党万岁”、“战无不胜的毛泽东思想万岁”的标语。门内影壁题字为毛澤東手书“為人民服務”。
- 居仁堂：這座建築原本是一座兩層樓的西式宮殿，在清朝時被稱為海晏堂（模仿圓明園長春園西洋樓海晏堂建造）。慈禧太后建造的這座建築是為了招待女性客人並接待外國外交官。在鎮壓義和團運動後，八國聯軍指揮官瓦德西在伊鑾寺被火燒毀後搬到了這裡。中華民國成立後，袁世凱將這座建築改名為居仁堂，繼續用它來接待遊客。1949年後，該建築物成為中央軍委的第一個總部，直到2000年中央軍委办公地点搬遷到中南海以外的八一大樓。1956年中共八大以后，中央書記處負責人鄧小平選擇了居仁堂為中央书记处和秘书处办公的地方。居仁堂由前、后两座两层楼组成。前楼下面一层中间是一个大厅，大厅东侧是杨尚昆的办公室，西侧是会议室，中央书记处会议就在这里召开；上面一层分别是几位书记的办公室和李颉伯（后来是龚子荣）的办公室。[4]居仁堂后楼就分配给中办直属各组使用。1964年居仁堂作为危房拆除，取而代之的是較小的中式涼亭。杨尚昆、龚子荣还有翻译组搬到甲楼办公；“后楼”其他各组搬到西樓大院的丙楼办公，但习惯仍称“后楼”，後於1980年搬遷至勤政殿。
- 西樓大院：這座建築群以其位於中南海西南角的位置而得名。這些建築物建於20世紀50年代初，為中央辦公廳的工作人員提供辦公室和寓所。除了西樓外，其他建築物被指定為A、B、C、D和F棟，分配給支持總務辦公室的許多秘書或工作人員在這裡工作。早在20世紀90年代，西樓大院就為中央委員會辦公室的年輕工人提供了宿舍。西樓因此成為中央辦公廳主任的工作場所。西樓包括一個大廚房，一個供中南海員工使用的自助餐廳和一個較小的用餐區，可作為會議室供高層領導使用。國家主席的辦公室曾位於西樓，如劉少奇從1959年至1967年擔任國家主席的任期內。同樣，朱德元帥的辦公室位於西樓，當時他先後擔任國家副主席和全國人大常委會委員長。
- 丰泽园：在瀛台之北，康熙年间建造，曾为养蚕之处。雍正年间皇帝在举行亲耕礼之前在此演礼。丰泽园内主体建筑为惇叙殿，光绪年间改名为颐年殿，民国时改名颐年堂，袁世凯曾在此办公。1949年后改为会议场所。颐年堂东为菊香书屋，为毛泽东官邸居住地（文化大革命後遷居游泳池及202別墅至辭世）。丰泽园西有荷风蕙露亭、崇雅殿、静憩轩、怀远斋和纯一斋，荷风蕙露亭北为静谷，为一座幽静的小园林。静谷再北为春耦斋，北洋政府时为总统办公处，1949年后改为会议及娱乐场所。
- 勤政殿：位于中海与南海之间的堤岸上，正门德昌门即南海的北门。原建筑在中华民国初年已被拆除，仅存地名。1970年代，汪东兴拆毁了当时的勤政殿建筑，花费690万元人民币兴建了自己的住处。汪东兴下台后，该住处成为中共中央书记处的办公处。[5]
- 怀仁堂：原址位于春耦斋北，清光绪时修建，取名仪鸾殿，为慈禧太后居所。八国联军统帅瓦德西曾在此居住，其间不慎失火，将殿烧毁。慈禧太后后另在中海西岸修建新仪鸾殿，后改名佛照楼，1908年，慈禧病逝于此。民国成立后，袁世凯称帝前改名怀仁堂，并在此接见外宾、接受元旦朝贺。袁世凯死后，灵堂设于此处。其后黎元洪、徐世昌也沿用怀仁堂。曹锟就任总统后，将怀仁堂改为眷属居住场所。北洋政府结束后，怀仁堂长期闲置，成为当时北平市政府举办集体婚礼的场所。1949年中共在北京建立政权，中国人民政治协商会议第一届全体会议在怀仁堂召开，1953年将怀仁堂改建为中式二层楼阁样式礼堂，作为中央人民政府的礼堂，举行各种政治会议和文艺晚会。1976年10月6日，国务院总理华国锋、中央军委副主席叶剑英通过中共中央办公厅通知中共中央政治局到中南海怀仁堂召开常委会，在张春桥、王洪文、姚文元先後到达会议室时，分別宣布对他们实施拘禁和隔离审查，同时对江青在其位于中南海春藕斋西侧201号楼的住处实施同样的拘捕措施，史称粉碎四人帮或怀仁堂事变。现今中共中央政治局会议多在怀仁堂召开。
- 西四所：這四座房舍為懷仁堂西翼的一部分。北洋政府結束後，這些建築物被北京歷史研究所收購。1949年以後，部分中共領導人住在這裡，包括鄧小平、李富春、陳毅和譚震林。鄧小平任最高領導人期間，曾利用在西四所的官邸作為非正式會議的會議室，其中包括中共中央顧問委員會、中共中央政治局和中共中央書記處的成員與八大元老。
- 淑清院：位于南海东北角，为乾隆时修建的小型园林，风格类似北海公园静心斋。园内有“流水音”亭、葆光室、蓬瀛在望殿、云绘楼、清音阁、日知阁、万字廊、双环万寿亭等建筑，1949年后将双环万寿亭移至天坛公园，并拆除部分古建，修建卫戍部队营房及办公人员宿舍。
- 瀛台：位於南海中的小島，公元1421年，明成祖朱棣迁都北京。明皇宫及「南台」建成，1644年九月，清廷自盛京遷都北京，1655年6月清顺治帝取「人间仙境」意，命名明南台为「瀛台」。1681年7月清康熙帝「瀛台听政」，康熙皇帝在這裡研究制定平定內亂的國家方略[6]。因定三藩赐「瀛台凯旋宴」。1726年夏少年乾隆于瀛台「补桐书屋」读书，著《瀛台记》，乾隆帝曾在这里写下一句话，意思是「得一日之清闲」，所以这里是可以令人感到放松的地方[7]。瀛台岛北有石桥瀛台橋与岸上相连，桥南为仁曜门，门南为翔鸾阁，正殿七间，左右延楼19间。再南为涵元门，内为瀛台主体建筑涵元殿。1898年8月光緒帝戊戌政变後即被慈禧太后幽禁於涵元殿，裕德齡的瀛台泣血記中有詳實紀載。由于岛上存在坡度，该殿北立面为单层建筑，南立面则为两层楼阁，称“蓬莱阁”。涵元殿北有配殿两座，东为庆云殿，西为景星殿；殿南两侧建筑，东为藻韵楼，西为绮思楼。藻韵楼之东有补桐书屋和随安室，乾隆时为书房，东北为待月轩和镜光亭。绮思楼向西为长春书屋和漱芳润，周围有长廊，名为“八音克谐”，及“怀抱爽”亭。1913年12月，瀛台設副總統辦公處，中華民國副總統黎元洪居於瀛台島。瀛台现为中國共產黨中央委員會總書記等最高層領導人辦公、居住、举办重大宴会及招待活动的场所。

## 对外开放
1980年至1989年曾对公众开放中南海的部分景观，包括流水音、菊香书屋、颐年堂、静谷等。

## 图集

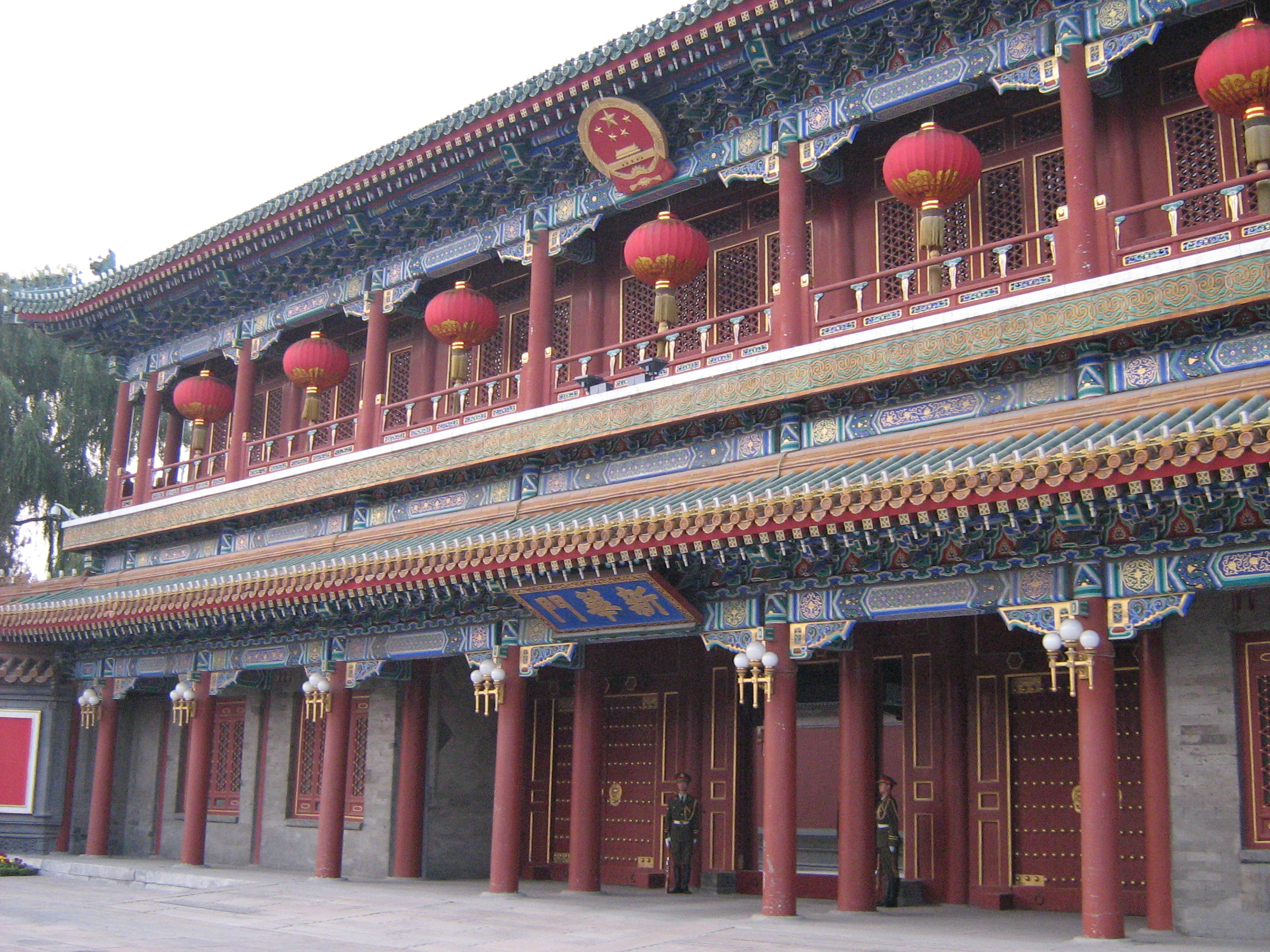
中南海正门新华门（今北京市西城区西长安街174号）
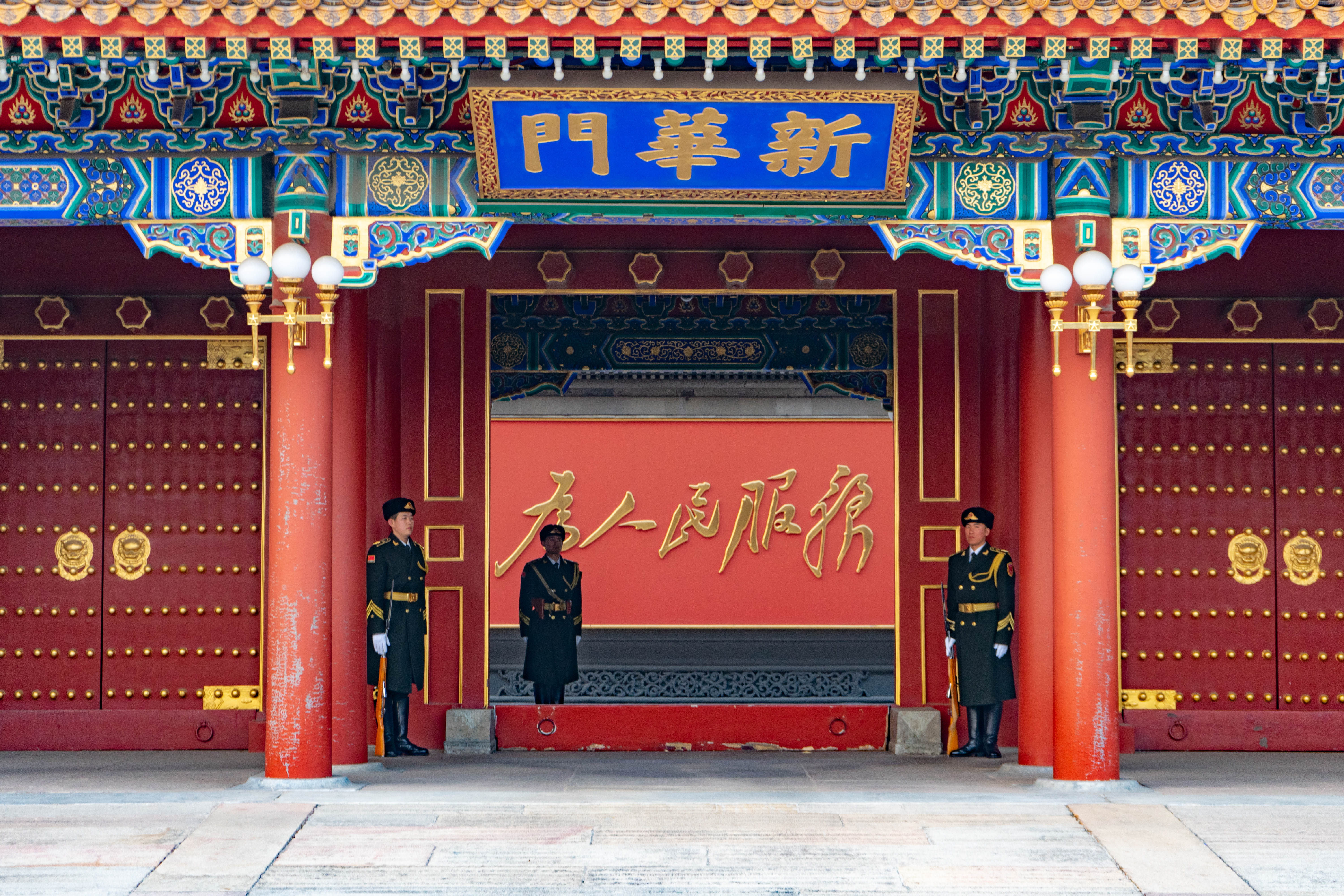
新华门正面
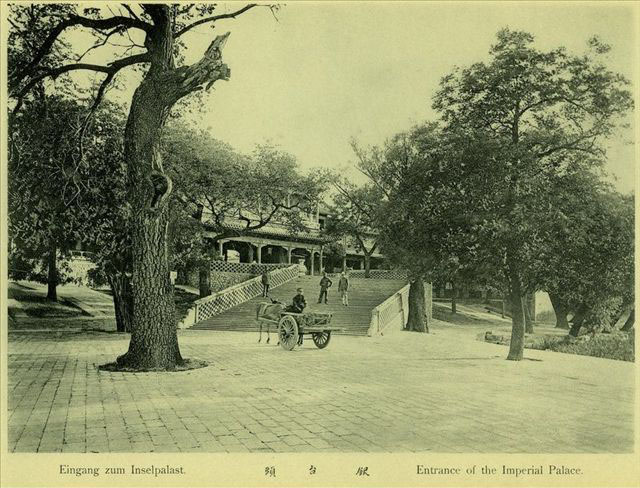
1900年中南海瀛台头，包括翔鸾阁以及阁前漫道
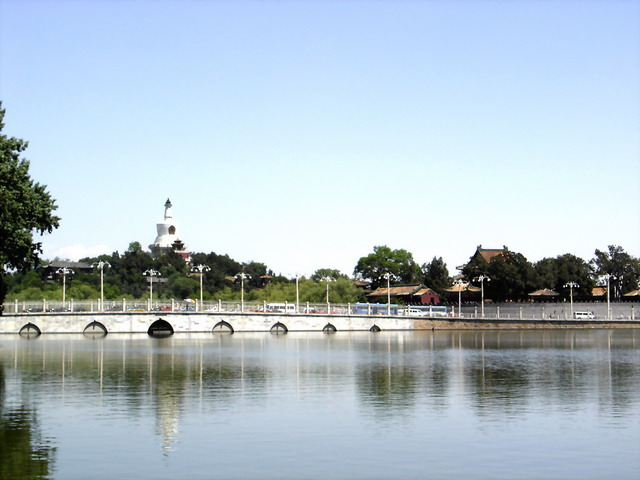
北海与中海之间的金鳌玉蝀桥
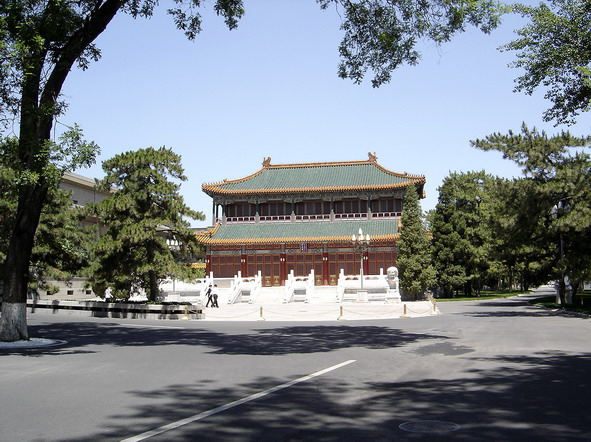
紫光阁（中海西岸北部）
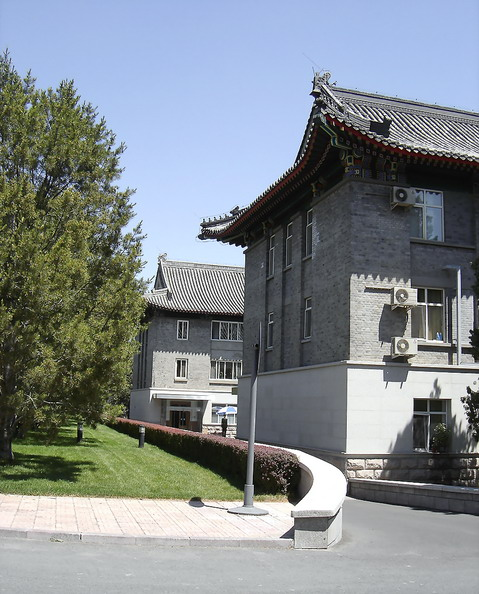
中海西岸的办公区
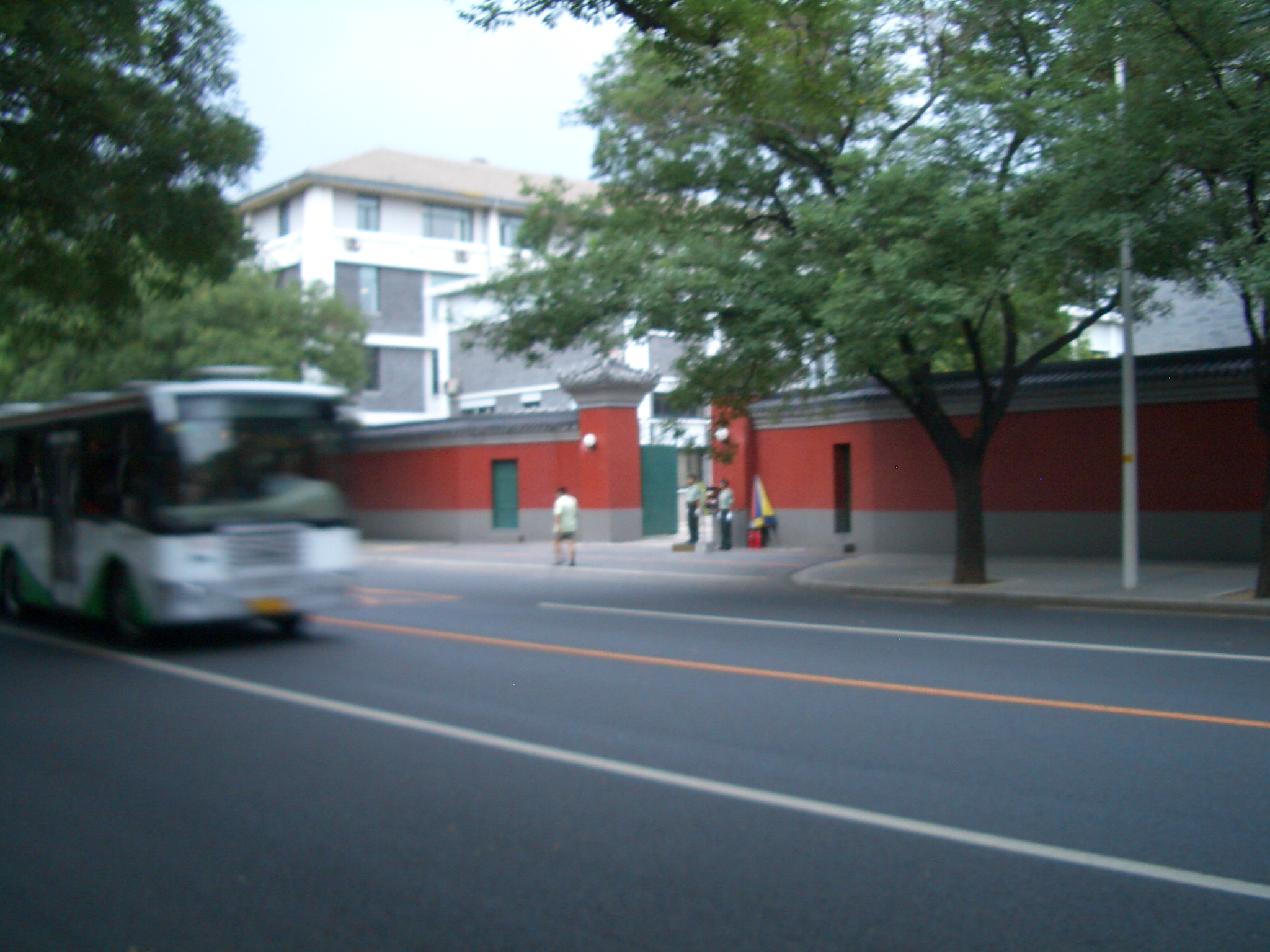
中南海西牆
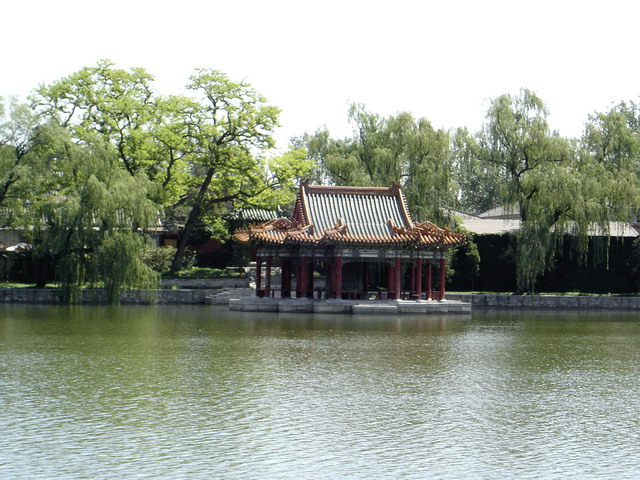
水云榭（中海东岸水中）
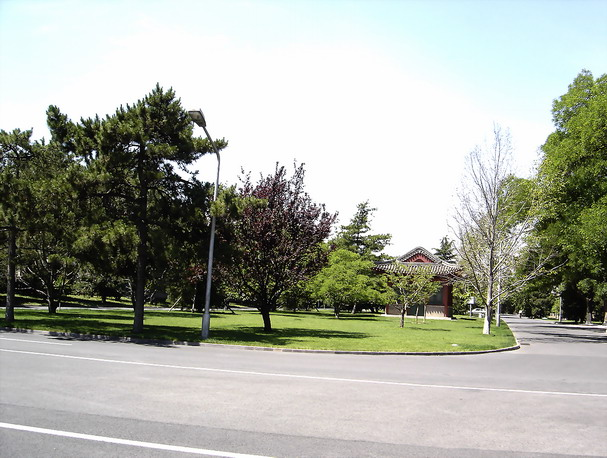
中南海西门（今北京市西城区府右街2号）内的道路
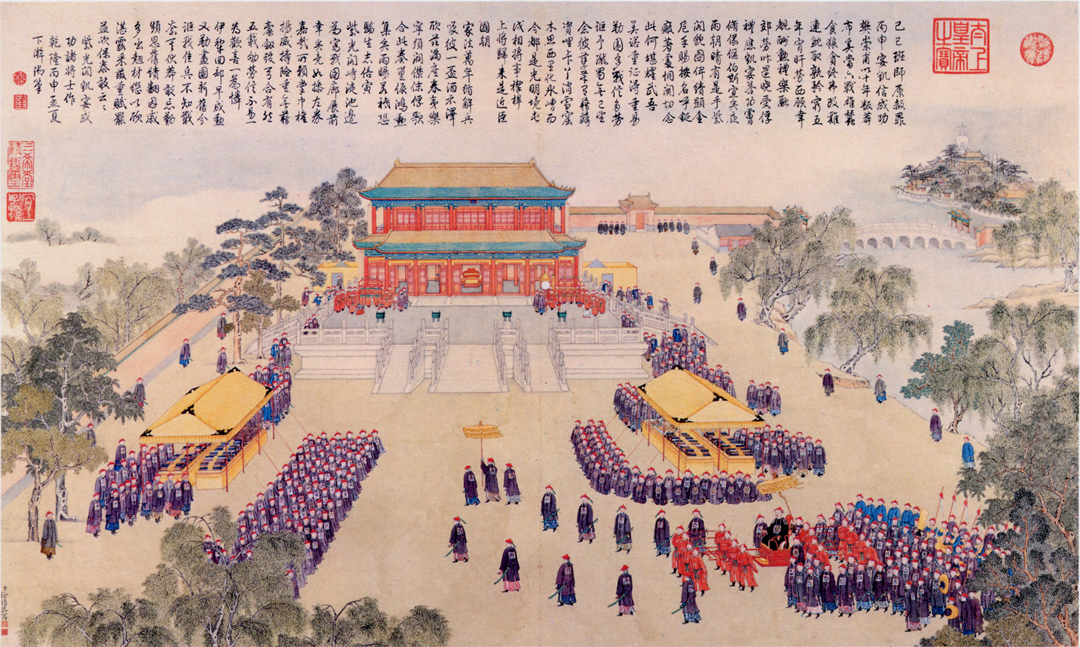
清大小金川之役的慶功宴，中南海紫光閣（1771年至1776年）
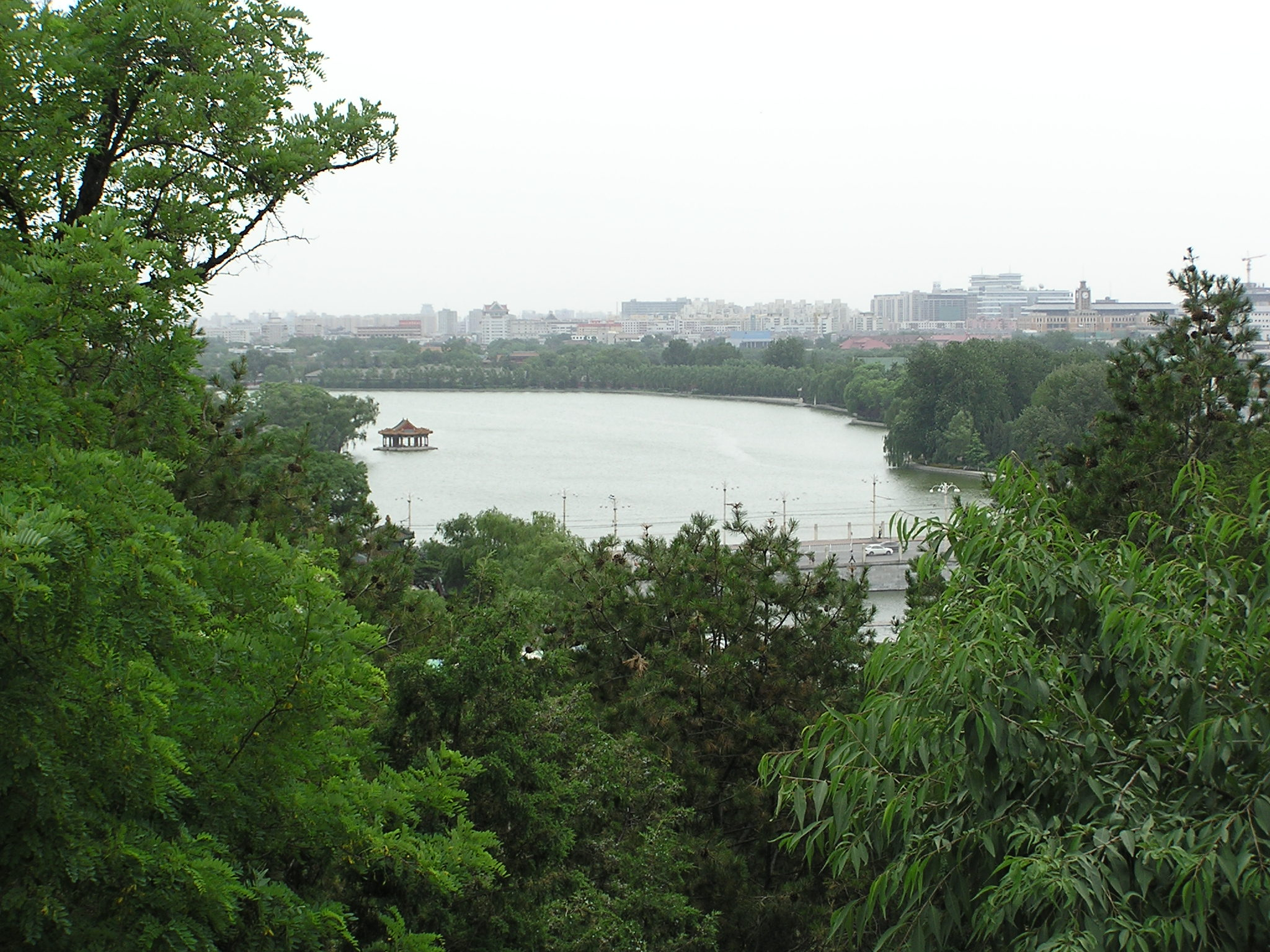
由北面看中南海